# Lista țărilor din Europa după indicele dezvoltării umane

Harta țărilor europene după valoarea Indicelui Dezvoltării Umane (IDU) în 2021

Indicele Dezvoltării Umane (IDU) este o măsură cumulativă a realizărilor medii în dimensiunile cheie ale dezvoltării umane: viață lungă și sănătoasă, educație și nivel de trai decent. Este un mijloc standard de măsurare a bunăstării. Este folosit pentru a distinge dacă o anumită țară este o țară dezvoltată, în curs de dezvoltare sau subdezvoltată și, de asemenea, pentru a măsura impactul politicilor economice asupra calității vieții. Țările se împart în patru mari categorii în funcție de valoarea IDU: dezvoltare umană foarte mare, mare, medie și redusă. În prezent, toate țările europene se încadrează în categoria de dezvoltare umană foarte mare sau mare.

## Tabel
Tabelul de mai jos clasifică țările din Europa în funcție de indicele lor de dezvoltare umană (IDU), așa cum prevede Raportul Dezvoltării Umane din 2020 elaborat de Programul Națiunilor Unite pentru Dezvoltare. Valorile IDU și pozițiile anterioare în clasament au fost recalculate retroactiv folosind aceleași seturi de date actualizate și metodologii actuale, așa cum sunt prezentate în tabelul 2 din anexa statistică a Raportului Dezvoltării Umane
Țările care nu sunt în întregime situate în Europa sunt afișate cu caractere cursive, dar valorile IDU sunt calculate pentru întreaga țară. Monaco și Vatican nu sunt clasate, deoarece nu sunt incluse în cel mai recent raport al Programului Națiunilor Unite pentru Dezvoltare. Nici Kosovo nu este inclus.
| Lista țărilor europene după indicele dezvoltării umane | Lista țărilor europene după indicele dezvoltării umane | Lista țărilor europene după indicele dezvoltării umane | Lista țărilor europene după indicele dezvoltării umane | Lista țărilor europene după indicele dezvoltării umane | Lista țărilor europene după indicele dezvoltării umane |
| Loc                                                    | Loc                                                    | Țară                                                   | Indicele Dezvoltării Umane (IDU)                       | Indicele Dezvoltării Umane (IDU)                       | Indicele Dezvoltării Umane (IDU)                       |
| Regiune                                                | Global                                                 | Țară                                                   | IDU 2021                                               | IDU 2020                                               | Evoluție 2020–2021                                     |
|                                                        |                                                        |                                                        |                                                        |                                                        |                                                        |
| Dezvoltare umană foarte mare                           | Dezvoltare umană foarte mare                           | Dezvoltare umană foarte mare                           | Dezvoltare umană foarte mare                           | Dezvoltare umană foarte mare                           | Dezvoltare umană foarte mare                           |
| ------------------------------------------------------ | ------------------------------------------------------ | ------------------------------------------------------ | ------------------------------------------------------ | ------------------------------------------------------ | ------------------------------------------------------ |
| 1                                                      | 1                                                      | Elveția                                                | 0.962                                                  | 0.956                                                  | ▲ 0.006                                                |
| 2                                                      | 2                                                      | Norvegia                                               | 0.961                                                  | 0.959                                                  | ▲ 0.002                                                |
| 3                                                      | 3                                                      | Islanda                                                | 0.959                                                  | 0.957                                                  | ▲ 0.002                                                |
| 4                                                      | 6                                                      | Danemarca                                              | 0.948                                                  | 0.947                                                  | ▲ 0.001                                                |
| 5                                                      | 7                                                      | Suedia                                                 | 0.947                                                  | 0.942                                                  | ▲ 0.005                                                |
| 6                                                      | 8                                                      | Irlanda                                                | 0.945                                                  | 0.943                                                  | ▲ 0.002                                                |
| 7                                                      | 9                                                      | Germania                                               | 0.942                                                  | 0.944                                                  | ▼ 0.002                                                |
| 8                                                      | 10                                                     | Țările de Jos                                          | 0.941                                                  | 0.939                                                  | ▲ 0.002                                                |
| 9                                                      | 11                                                     | Finlanda                                               | 0.940                                                  | 0.938                                                  | ▲ 0.002                                                |
| 10                                                     | 13                                                     | Belgia                                                 | 0.937                                                  | 0.928                                                  | ▲ 0.009                                                |
| 11                                                     | 16                                                     | Liechtenstein                                          | 0.935                                                  | 0.933                                                  | ▲ 0.002                                                |
| 12                                                     | 17                                                     | Luxemburg                                              | 0.930                                                  | 0.924                                                  | ▲ 0.006                                                |
| 13                                                     | 18                                                     | Regatul Unit                                           | 0.929                                                  | 0.924                                                  | ▲ 0.005                                                |
| 14                                                     | 23                                                     | Malta                                                  | 0.918                                                  | 0.911                                                  | ▲ 0.007                                                |
| 14                                                     | 23                                                     | Slovenia                                               | 0.918                                                  | 0.913                                                  | ▲ 0.005                                                |
| 16                                                     | 25                                                     | Austria                                                | 0.916                                                  | 0.913                                                  | ▲ 0.003                                                |
| 17                                                     | 27                                                     | Spania                                                 | 0.905                                                  | 0.899                                                  | ▲ 0.006                                                |
| 18                                                     | 28                                                     | Franța                                                 | 0.903                                                  | 0.898                                                  | ▲ 0.005                                                |
| 19                                                     | 29                                                     | Cipru                                                  | 0.896                                                  | 0.894                                                  | ▲ 0.002                                                |
| 20                                                     | 30                                                     | Italia                                                 | 0.895                                                  | 0.889                                                  | ▲ 0.006                                                |
| 21                                                     | 31                                                     | Estonia                                                | 0.890                                                  | 0.892                                                  | ▼ 0.002                                                |
| 22                                                     | 32                                                     | Cehia                                                  | 0.889                                                  | 0.892                                                  | ▼ 0.003                                                |
| 23                                                     | 33                                                     | Grecia                                                 | 0.887                                                  | 0.886                                                  | ▲ 0.001                                                |
| 24                                                     | 34                                                     | Polonia                                                | 0.876                                                  | 0.876                                                  | ▬                                                      |
| 25                                                     | 35                                                     | Lituania                                               | 0.875                                                  | 0.879                                                  | ▲ 0.004                                                |
| 26                                                     | 38                                                     | Portugalia                                             | 0.866                                                  | 0.863                                                  | ▲ 0.003                                                |
| 27                                                     | 39                                                     | Letonia                                                | 0.863                                                  | 0.871                                                  | ▼ 0.008                                                |
| 28                                                     | 40                                                     | Andorra                                                | 0.858                                                  | 0.848                                                  | ▲ 0.010                                                |
| 28                                                     | 40                                                     | Croația                                                | 0.858                                                  | 0.855                                                  | ▲ 0.003                                                |
| 30                                                     | 44                                                     | San Marino                                             | 0.853                                                  | 0.845                                                  | ▲ 0.008                                                |
| 31                                                     | 45                                                     | Slovacia                                               | 0.848                                                  | 0.857                                                  | ▼ 0.009                                                |
| 32                                                     | 46                                                     | Ungaria                                                | 0.846                                                  | 0.849                                                  | ▼ 0.003                                                |
| 33                                                     | 48                                                     | Turcia                                                 | 0.838                                                  | 0.833                                                  | ▲ 0.005                                                |
| 34                                                     | 49                                                     | Muntenegru                                             | 0.832                                                  | 0.826                                                  | ▲ 0.006                                                |
| 35                                                     | 52                                                     | Rusia                                                  | 0.822                                                  | 0.830                                                  | ▼ 0.008                                                |
| 36                                                     | 53                                                     | România                                                | 0.821                                                  | 0.824                                                  | ▼ 0.003                                                |
| 37                                                     | 56                                                     | Kazahstan                                              | 0.811                                                  | 0.814                                                  | ▼ 0.003                                                |
| 38                                                     | 60                                                     | Belarus                                                | 0.808                                                  | 0.807                                                  | ▲ 0.001                                                |
| 39                                                     | 63                                                     | Georgia                                                | 0.802                                                  | 0.802                                                  | ▬                                                      |
| 39                                                     | 63                                                     | Serbia                                                 | 0.802                                                  | 0.804                                                  | ▼ 0.002                                                |
| Dezvoltare umană mare                                  |                                                        |                                                        |                                                        |                                                        |                                                        |
| 41                                                     | 67                                                     | Albania                                                | 0.796                                                  | 0.794                                                  | ▲ 0.002                                                |
| 42                                                     | 68                                                     | Bulgaria                                               | 0.795                                                  | 0.802                                                  | ▼ 0.007                                                |
| 43                                                     | 74                                                     | Bosnia și Herțegovina                                  | 0.780                                                  | 0.781                                                  | ▼ 0.001                                                |
| 44                                                     | 77                                                     | Ucraina                                                | 0.773                                                  | 0.775                                                  | ▼ 0.002                                                |
| 45                                                     | 78                                                     | Macedonia de Nord                                      | 0.770                                                  | 0.774                                                  | ▼ 0.004                                                |
| 46                                                     | 80                                                     | Republica Moldova                                      | 0.767                                                  | 0.766                                                  | ▲ 0.001                                                |
| 47                                                     | 85                                                     | Armenia                                                | 0.759                                                  | 0.757                                                  | ▲ 0.002                                                |
| 48                                                     | 91                                                     | Azerbaidjan                                            | 0.745                                                  | 0.730                                                  | ▲ 0.015                                                |
| * Valorile IDU au fost rotunjite la a treia zecimală   |                                                        |                                                        |                                                        |                                                        |                                                        |

## Hartă
Harta țărilor europene după Indicele Dezvoltării Umane pentru anul 2021

Legendă:
     Dezvoltare umană mare

     Dezvoltare umană foarte mare.